# Рякинцы
Рякинцы — деревня в Фалёнском районе Кировской области. 

## География
Находится на правобережье реки Чепца на расстоянии примерно 7 километров по прямой на север от районного центра поселка Фалёнки.

## История
Деревня известна с 1678 года, в 1763 году 42 жителя. В 1873 году отмечено дворов 9 и жителей 72, в 1905 15 и 101, в 1926 24 и 138, в 1950 18 и 64 соответственно. В 1989 году учтен 31 житель. До 2020 года входила в Фалёнское городское поселение, ныне непосредственно в составе Фалёнского района.

## Население
Постоянное население  составляло 24 человека (русские 83%) в 2002 году, 13 в 2010.